# مأموریت: غیرممکن – روزشمار نهایی
مأموریت: غیرممکن – روزشمار نهایی (انگلیسی: Mission: Impossible – The Final Reckoning) یک فیلم آمریکایی در ژانر اکشن جاسوسی به نویسندگی و کارگردانی کریستوفر مک‌کوری است که در سال ۲۰۲۵ اکران شد. مک‌کوری فیلم‌نامه را مشترکاً با اریک جندرسن نوشته است. این فیلم، دنبالهٔ مستقیم مأموریت: غیرممکن – روزشمار مرگ (۲۰۲۳) و هشتمین قسمت از مجموعهٔ سینمایی مأموریت: غیرممکن به‌شمار می‌رود. تام کروز برای هشتمین بار در نقش شخصیت اصلی مجموعه، ایتن هانت، بازمی‌گردد که تا زمان اکران این فیلم، به‌مدت ۲۹ سال نقش این شخصیت را ایفا کرده است. دیگر بازیگران هایلی اتول، وینگ ریمز، سایمون پگ، هنری چرنی و آنجلا باست همگی نقش‌هایشان از فیلم‌های قبلی را تکرار می‌کند. این فیلم دو ماه پس از وقایع روزشمار مرگ جریان دارد، و ایتن هانت و گروهش در تلاش برای متوقف کردن گابریل و جلوگیری از دسترسی او به یک هوش مصنوعی مخوف به نام انتیتی، قاره‌ها را یکی پس از دیگری پشت سر می‌گذارند.
کروز در ژانویهٔ ۲۰۱۹ اعلام کرد که هفتمین و هشتمین فیلم مأموریت: غیرممکن هر دو فیلم پشت سر هم به نویسندگی و کارگردانی مک‌کوری ساخته می‌شوند. برنامه‌ریزی‌های این فیلم بعداً در فوریهٔ ۲۰۲۱ تغییر کرد. بازگشت و اعضای جدید بازیگران بلافاصله پس از آن اعلام شد و لورن بالفه که موسیقی متن دو فیلم قبلی مجموعه را ساخته بود، برای آهنگسازی این فیلم بازگشت اما بعداً پروژه را ترک کرد. فیلم‌برداری در مارس ۲۰۲۲ در بریتانیا آغاز شد. سایر مکان‌های فیلمبرداری شامل مالت، آفریقای جنوبی و نروژ می‌شود. ساخت فیلم در ژوئیه ۲۰۲۳ به‌دلیل اعتصاب سگ-افترا متوقف شد. با بودجه‌ای تخمینی بین ۳۰۰ تا ۴۰۰ میلیون دلار، این اثر یکی از گران‌ترین فیلم‌هایی است که تا به حال ساخته شده است.
روزشمار نهایی در ۵ مه ۲۰۲۵ در توکیو اکران جهانی خود را داشت، در ۱۴ مه خارج از رقابت در جشنواره فیلم کن ۲۰۲۵ به نمایش درآمد و در ۲۳ مه توسط پارامونت پیکچرز در سینماهای ایالات متحده اکران شد. این فیلم نقدهای مثبتی از سوی منتقدان دریافت کرد و بیش از ۵۹۶ میلیون دلار فروش جهانی داشته است.

## داستان
دو ماه پس از آن‌که جهان از وجود نهاد آگاه می‌شود، ناآرامی‌های مدنی شدت می‌گیرند و تنش‌ها میان قدرت‌های هسته‌ای به مرز جنگ می‌رسد. رئیس‌جمهور ایالات متحده، «اریکا اسلون»، از مأمور «ایتن هانت» در (نیروی مأموریت غیر ممکن) می‌خواهد کلیدی را که به زیردریایی غرق‌شدهٔ روسی، «سواستوپول»، دسترسی می‌دهد تحویل دهد؛ کلیدی که می‌تواند به کنترل نهاد منجر شود. اما ایتن امتناع می‌کند، چراکه باور دارد هیچ‌کس توان مهار آن را ندارد. او به‌جای آن، تنها سرنخش یعنی «گابریل»، عامل نهاد، را دنبال می‌کند.
ایتن اعضای تیم IMF، شامل «لوتر استیکل»، «بنجی دان» و «گریس» را گرد می‌آورد تا با کمک آن‌ها «پاریس»، همدست گابریل، را از بازداشت نجات دهد تا شاید ردی از او بیابد. آن‌ها مأمور سازمان اطلاعات مرکزی (CIA) «دگاس» را نیز متقاعد می‌کنند تا به مأموریت بپیوندد، هرچند شریکش «بریگز» مخالفت می‌کند.
در لندن، ایتن و گریس تلاش می‌کنند گابریل را دستگیر کنند، اما او به آن‌ها حمله می‌کند. گابریل ایتن را وادار می‌کند که برایش هستهٔ «سواستوپول» را بازیابی کند و فاش می‌کند که ایتن خود تا حدی در به‌وجود آمدن نهاد مسئول است. این هوش مصنوعی در ابتدا یک نمونهٔ ناقص به نام پای خرگوش بود که ایتن سال‌ها پیش از آزمایشگاهی در شانگهای دزدیده بود. از آن زمان، پای خرگوش به هستهٔ «سواستوپول» تبدیل شده که حاوی کد منبع اصلی نهاد است. ایتن می‌گریزد و گابریل را تعقیب می‌کند، اما گابریل ناپدید می‌شود.
تیم IMF دستگاهی را که گابریل برای ارتباط با نهاد استفاده کرده بود به‌دست می‌آورد؛ دستگاهی که ایتن را وسوسه می‌کند دسترسی به یک پناهگاه امن در آفریقای جنوبی را برای نهاد فراهم کند، با این وعده که می‌تواند بشریت را نجات دهد. ایتن درمی‌یابد که نهاد خود را چونان خدا می‌بیند و قصد دارد همان جنگی را که هشدارش را می‌دهد، آغاز کند. اما برای بقا در این جنگ، به پناهگاه نیاز دارد. ایتن که باور دارد گابریل از نهاد جدا شده، نقشه‌ای برای نابودی نهاد طراحی می‌کند. او تیم را برای بازیابی مختصات «سواستوپول» می‌فرستد و خودش نزد لوتر بازمی‌گردد که سرگرم خنثی‌سازی یک بمب هسته‌ای کارگذاشته‌شده توسط گابریل است. لوتر هشدار می‌دهد که متوقف کردن بمب جان او را خواهد گرفت. ایتن با او خداحافظی می‌کند و لوتر با فداکاری بمب را خنثی می‌کند.
ایتن خود را در لندن تسلیم مقام‌های آمریکایی می‌کند و به مرکز عملیات در ویرجینیا منتقل می‌شود. اسلون تلاش می‌کند او را متقاعد کند که با او همکاری کند، چراکه نهاد به‌سرعت در حال در اختیار گرفتن سامانه‌های هسته‌ای جهانی است. تنها چهار روز تا حملهٔ سراسری باقی مانده و ایتن او را قانع می‌کند که به او اجازه دهد مستقل عمل کند، اگرچه «یوجین کیتریج»، مدیر سیا، مخالفت می‌کند.
ایتن به اقیانوس آرام می‌رود تا به ناو هواپیمابر یواس‌اس جورج اچ. دبلیو. بوش بپیوندد و برای شیرجه زدن به محل لاشهٔ «سواستوپول» آماده شود، به‌محض این‌که تیم مختصات را بیابد. تیم به جزیرهٔ سنت متیو در دریای برینگ می‌رود؛ جایی که در دوران جنگ سرد سامانه‌ای سونار وجود داشت که غرق شدن «سواستوپول» را ثبت کرده بود. آن‌ها در آنجا با دونلو، تحلیل‌گر پیشین سیا، دیدار می‌کنند که سال‌ها پیش پس از نفوذ به مقر سیا به آن جزیره تبعید شده بود. نیروهای ویژهٔ روسی نیز در آن جزیره حضور دارند و به‌دنبال یافتن زیردریایی هستند، اما حاضر می‌شوند برای تیم IMF زمان بدهند. دونلو فاش می‌کند که پس از تشخیص امضای سونار، مختصات را به‌خاطر سپرده است. همسر دونلو، «تاپیسا»، و گریس با نیروهای روسی درگیر می‌شوند و دونلو موفق می‌شود مختصات را منتقل کند.
ایتن به لاشهٔ «سواستوپول» شیرجه می‌زند و هسته را بازیابی می‌کند، اما ناخواسته باعث می‌شود لاشه به پایین فلات قاره بلغزد. او به‌زحمت می‌گریزد، اما در مسیر بازگشت در حال غرق شدن است. برای نجات او از بیماری ناشی از کاهش ناگهانی فشار، گریس و تاپیسا با استفاده از محفظه‌ای دست‌ساز، ایتن را احیا می‌کنند.
ایتن به تیم می‌پیوندد و نقشه‌اش را توضیح می‌دهد: او قصد دارد هسته را به پناهگاه آفریقای جنوبی ببرد، جایی که «قرص سمی» بدافزار طراحی‌شدهٔ لوتر، نهاد را با فریب وارد یک سامانهٔ شبیه‌سازی‌شده می‌کند، آن را روی یک درایو فیزیکی آپلود و از جهان واقعی جدا می‌کند. اما گابریل قبلاً این بدافزار را در لندن دزدیده بود. ایتن گمان می‌برد که گابریل همین حالا در پناهگاه است و قصد دارد با وادار کردن ایتن به تحویل هسته، کنترل نهاد را به‌دست گیرد.
نهاد کنترل کامل سامانه‌های هسته‌ای جهان را به‌دست می‌گیرد، به‌جز ایالات متحده. مشاوران اسلون خواهان حملهٔ پیش‌دستانه هستند، اما او اعتمادش را به ایتن حفظ می‌کند. تیم به پناهگاه در آفریقای جنوبی می‌رسد؛ انباری از تمام دانش بشری، اما آنجا را خالی می‌یابند، جز گابریل. او بمب هسته‌ای تازه‌ای را با زمان‌سنج ۲۰ دقیقه‌ای فعال می‌کند و هسته را می‌خواهد. ایتن موافقت می‌کند، اما در لحظهٔ تحویل، کیتریج وارد می‌شود که می‌خواهد ایالات متحده کنترل نهاد را به‌دست گیرد. در درگیری مسلحانهٔ پس از آن، بمب فعال می‌شود و گابریل می‌گریزد، چراکه می‌داند ایتن به‌دنبالش خواهد آمد. «پاریس» جراحی اضطراری روی بنجیِ مجروح انجام می‌دهد و گریس نیز در پناهگاه می‌ماند تا سامانه‌ها را بازنشانی کند و نهاد را به دام اندازد. دونلو برای تیم زمان می‌خرد تا پیش از انفجار بمب، همگی بگریزند.
ایتن سوار یک هواگرد دوباله می‌شود و در هوا روی هواپیمای گابریل فرود می‌آید. گابریل نمی‌تواند ایتن را از خود دور کند و سرانجام با چتر نجات بیرون می‌پرد، اما با سکان هواپیما برخورد کرده و می‌میرد. ایتن چتر دوم را می‌یابد، به‌همراه «قرص سمی» می‌گریزد و آن را با هسته یکی می‌کند. گریس بارگذاری را کامل می‌کند و نهاد را پیش از شلیک هرگونه موشکی، از سامانه‌های پناهگاه جدا می‌سازد.
کیتریج و بریگز ایتن را پیدا می‌کنند؛ کیتریج خشمگین است، زیرا ایتن فقط هستهٔ آسیب‌دیدهٔ «سواستوپول» را تحویل می‌دهد، اما بریگز — که فاش می‌شود «جیمز فلپس جونیور»، پسر فرماندهٔ اصلی تیم ایتن جیم فلپس است — با ایتن آشتی می‌کند. تیم IMF در لندن دوباره گرد هم می‌آید. گریس هستهٔ نهاد را، که اکنون ایزوله شده است، به ایتن می‌سپارد و هرکدام راه خود را در پیش می‌گیرند.

## بازیگران
- تام کروز در نقش ایتن هانت، کارگزار آی‌ام‌اف و رهبر تیمی از مأموران.
- هنری چرنی در نقش یوجین کیتریج، مدیر سابق آی‌ام‌اف که آخرین بار در اولین فیلم مأموریت: غیرممکن دیده شد.
- سایمون پگ در نقش بنجی دان، کارگزار فنی آی‌ام‌اف و عضوی از تیم هانت.
- هایلی اتول در نقش گریس.
- ونسا کربی در نقش آلانا میتسوپولیس، فروشنده اسلحه در بازار سیاه که به بیوه سفید نیز معروف است.
- آسای مورالس در نقش گابریل. مورالس از فیلم هفتم بازمی‌گردد.
- هولت مک‌کالانی در نقش برنستین؛ وزیر دفاع.

## تولید

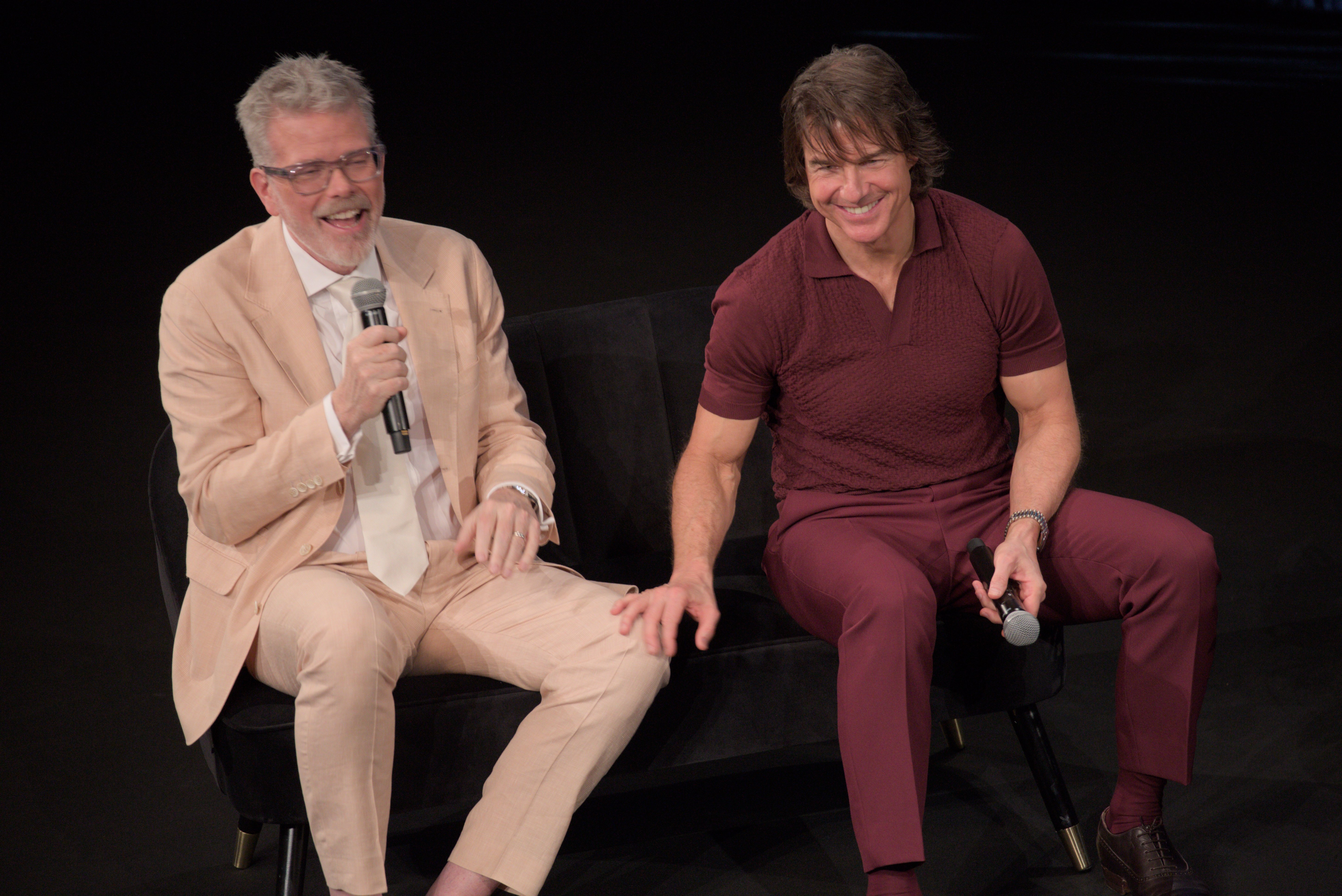
کریستوفر مک‌کوری و تام کروز در پنل تبلیغاتی فیلم در جشنواره فیلم کن ۲۰۲۵.

کروز در ۱۴ ژانویه ۲۰۱۹ اعلام کرد که هفتمین و هشتمین فیلم مأموریت غیرممکن به صورت پشت سر هم با نویسندگی و کارگردانی هر دو فیلم توسط مک کواری برای اکران در ۲۳ ژوئیه ۲۰۲۱ و ۵ اوت ۲۰۲۲ ساخته می‌شوند. در فوریه، فرگوسن بازگشت خود را برای قسمت هفتم تأیید کرد، در حالی که هایلی اتول و پام کلمنتیئف در سپتامبر به بازیگران فیلم پیوستند. در ماه دسامبر، سایمون پگ بازگشت خود را برای این فیلم تأیید کرد، در حالی که شیا ویگهام نیز بازیگران این فیلم بودند.
نیکلاس هولت تا ژانویه ۲۰۲۰ به همراه هنری چرنی به بازیگران پیوست که برای اولین بار پس از فیلم ۱۹۹۶ در نقش یوجین کیتریج بازی می‌کند. ونسا کربی نیز اعلام کرد که برای هر دو فیلم بازمی‌گردد. با این حال، به دلیل درگیری‌های زمان‌بندی، هولت برای هر دو فیلم با آسای مورالس جایگزین شد.
در فوریه ۲۰۲۱، ددلاین هالیوود گزارش داد که این فیلم دیگر پشت سر هم با مأموریت: غیرممکن ۷ فیلمبرداری نخواهد شد. در نوامبر، کارگردان در حال بازنویسی فیلم بود، و فیلمبرداری اندکی پس از پایان ساخت فیلم هفتم آغاز شد.

### تصویربرداری اصلی
در ۲۴ مارس ۲۰۲۲، کلایدر شروع فیلمبرداری اصلی را گزارش کرد. فیلمبرداری در بریتانیا در استودیو لانگ کراس و منطقه لیک دیستریکت انجام شد. مکان‌های دیگر شامل مالت، آفریقای جنوبی و نروژ بود. در دسامبر ۲۰۲۲، گزارش شد که فیلمبرداری آن در بریتانیا به پایان رسید.

## انتشار
این فیلم برای اکران در ۲۳ مهٔ ۲۰۲۵ برنامه‌ریزی شده است. این فیلم پیش‌تر برای اکران در ۵ اوت ۲۰۲۲ تعیین شده بود، اما تا ۴ نوامبر ۲۰۲۲، ۷ ژوئیه ۲۰۲۳ و ۲۸ ژوئن ۲۰۲۴ به تعویق افتاد. تغییر زمان انتشار برای تاریخ کنونی به‌دلیل اعتصابات ۲۰۲۳ سگ-افترا رخ داد.

## بازخورد

### گیشه
در ایالات متحده و کانادا، روزشمار نهایی قرار است همزمان با لیلو و استیچ اکران شود و پیش‌بینی می‌شود در طول تعطیلات چهار روزه آخر هفته روز یادبود، بین ۸۰ تا ۱۱۰ میلیون دلار فروش داشته باشد.

### واکنش منتقدان
در وبگاه جمع‌آوری نقد راتن تومیتوز، ٪۸۱ از ۱۵۹ بررسی منتقدان مثبت است. اجماع این وبگاه چنین می‌نویسد: «روزشمار نهایی که در اکشن، مدت زمان و گستره عظیم است، یک خداحافظی احساسی برای ایتن هانت است که مأموریت خود را با استعداد ویژه‌ای برای انجام غیرممکن‌ها به انجام می‌رساند.»
این فیلم در متاکریتیک که از میانگین وزنی استفاده می‌کند، بر اساس نظر ۴۳ منتقدین امتیاز ۶۹ از ۱۰۰ را کسب کرده که نشان‌گر «نقدهای عموماً مطلوب» است.

## آینده
در ژوئن ۲۰۲۳، مک‌کوری به فاندانگو گفت که روزشمار مرگ و روزشمار نهایی لزوماً پایان این مجموعه نخواهند بود و آن‌ها در حال ابداع ایده‌هایی برای قسمت‌های آینده هستند. در ژوئیه ۲۰۲۳، در جریان تبلیغات روزشمار مرگ، کروز علاقه خود را به ادامه ساخت فیلم‌های بیشتری در این مجموعه و ایفای نقش ایتن هانت ابراز کرد، علیرغم اینکه هر دو فیلم در ابتدا به عنوان وداعی با این شخصیت معرفی شده بودند. او به حضور هریسون فورد +۸۰ ساله در نقش ایندیانا جونز در فیلم ایندیانا جونز و گردانه سرنوشت اشاره کرد. در ۱۲ نوامبر ۲۰۲۴، روزنامه‌نگار جف اسنایدر گزارش داد که کروز گلن پاول، هم‌بازی‌اش در تاپ گان: ماوریک، را به‌عنوان جایگزین خود برای نقش اصلی مد نظر دارد. پاول این شایعه را در برنامه پت مک‌آفی شو تکذیب کرد. سرانجام کروز در مه ۲۰۲۵ اعلام کرد که این فیلم آخرین حضور او در نقش ایتن هانت خواهد بود: «کلمه «نهایی» بدون دلیل در عنوان فیلم نیامده است. این آخرین فیلم مجموعه است.»